# Joakim Wiktorowitsch Tartakow

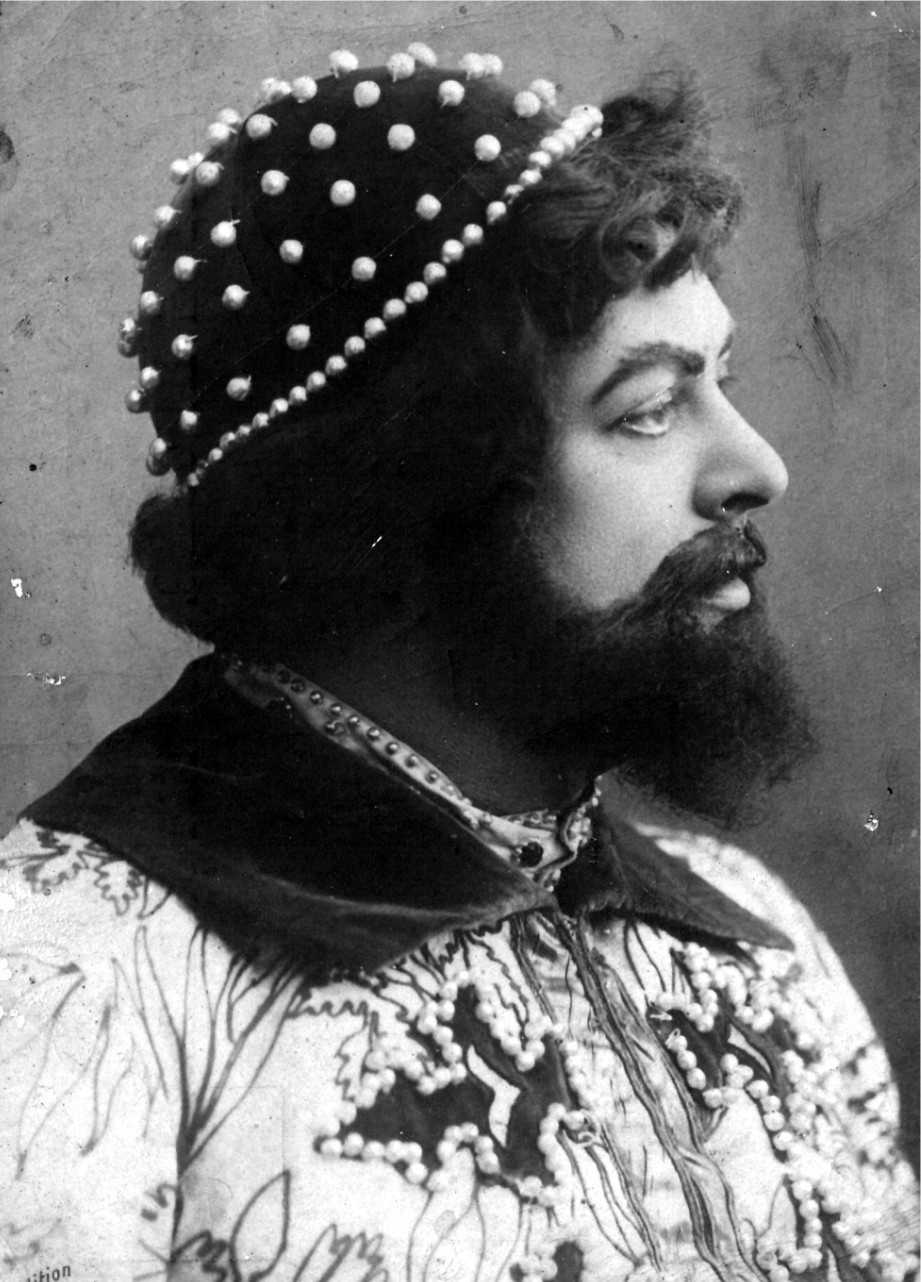
Joakim Tartakow

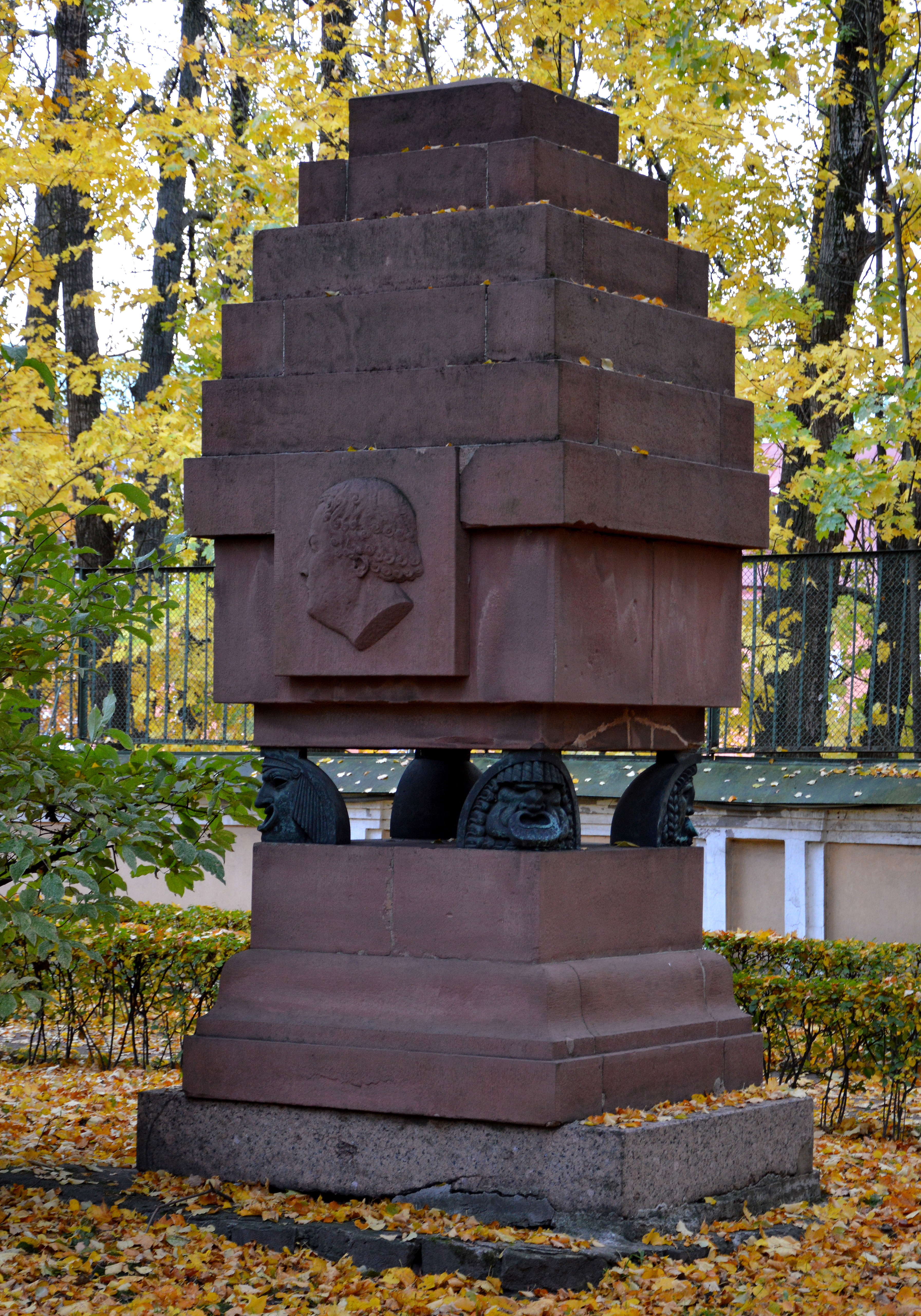
Grabmal

Joakim Wiktorowitsch Tartakow (russisch Иоаким Викторович Тартаков, * 2. November 1860 in Odessa; † 23. Januar 1923 in Sankt Petersburg) war ein russischer Sänger.

## Leben
Er wurde als Sohn von Victor Tartakow geboren. Joakim Tartakow besuchte die Klasse von C. Everardi am Konservatorium in Sankt Petersburg und schloss es 1881 ab. Noch im gleichen Jahr wurde er erster Bariton in der Odessaer Operngesellschaft. Sein Debüt gab er als Rigoletto in der gleichnamigen Oper Verdis. Es schlossen sich Engagements in Opernhäusern in der Provinz an. Von 1882 bis 1884 und wieder von 1894 bis 1923 war er am Mariinsky-Theater in Sankt Petersburg als Solist tätig. Seine Stimme wurde als samtig und kraftvoll beschrieben. Er gab mehr als 100 Rollen, darunter die Hauptrollen in Der Dämon von Anton Grigorjewitsch Rubinstein, Eugen Onegin von Pjotr Iljitsch Tschaikowski und Rigoletto von Verdi. Ab 1909 arbeitete er an diesem Theater auch als leitender Regisseur, sein Debüt gab er wieder mit Rigoletto. Tartakow trug in Konzerten auch Lieder von Pjotr Iljitsch Tschaikowski vor.
Darüber hinaus trat Tartakow in Berlin, Kopenhagen und anderen europäischen Städten auf.
Von 1920 bis 1923 war er Professor am Sankt Petersburger Konservatorium. 1923 wurde er als Verdienter Künstler der RSFSR ausgezeichnet.
Sein Grab befindet sich auf dem Tichwiner Friedhof am Alexander-Newski-Kloster in Sankt Petersburg.